# Oscar Lindberg
Oscar Lindberg (ur. 29 października 1991 w Skellefteå) – szwedzki hokeista, reprezentant Szwecji.
Jego brat bliźniak Johan (ur. 1991) także został hokeistą.

## Kariera
- Västerbotten (2006-2007)
- Skellefteå J18 (2007–2009)
- Skellefteå J20 (2008–2011)
- Skellefteå AIK (2009–2013)
  -  Sundsvall Hockey (2012)
- Hartford Wolf Pack (2013-2015)
- New York Rangers (2015-2017)
- Vegas Golden Knights (2017-2019)
- Ottawa Senators (2019)
- EV Zug (2019-2020)
- Dinamo Moskwa (2020-)

Wychowanek klubu Skellefteå AIK. W kwietniu 2010 przedłużył kontrakt z klubem o trzy lata. W drafcie NHL z 2010 został wybrany przez Phoenix Coyotes. Rok później ten klub zbył prawa do zawodnika na rzecz New York Rangers. W czerwcu 2012 Lindberg podpisał kontrakt z tym klubem, jednak kolejny sezon 2011/2012 spędził jeszcze w Skellefteå. Po sezonie zdecydował, że spróbuje gry w lidze NHL lub AHL. Od sezonu 2013/2014 zawodnik amerykańskiej drużyny Hartford Wolf Pack w lidze AHL, zespołu farmerskiego New York Rangers. W lipcu 2015 przedłużył kontrakt z NYR o dwa lata. Od czerwca 2017 zawodnik beniaminka NHL, Vegas Golden Knights. W lutym 2019 przetransferowany do Ottawa Senators. W sierpniu 2019 został zawodnikiem szwajcarskiego EV Zug. Wiosną 2020 przeszedł do Dinama Moskwa.
Uczestniczył w turniejach mistrzostw świata edycji 2013, 2017, 2021.

## Sukcesy
Reprezentacyjne
- Złoty medal mistrzostw świata: 2013, 2017

Klubowe
- Srebrny medal mistrzostw Szwecji: 2011, 2012 z Skellefteå
- Złoty medal mistrzostw Szwecji: 2013 z Skellefteå

Indywidualne
- Elitserien (2012/2013): Stefan Liv Memorial Trophy - Najbardziej Wartościowy Zawodnik fazy play-off